# I soldi
Pour plus de détails, voir Fiche technique et Distribution.
I soldi est un film comique italien à sketches réalisé par Gianni Puccini et sorti en 1965.

## Fiche technique
- Titre original italien : I soldi[1] (litt. « L'argent »)
- Réalisateur : Gianni Puccini, assisté de Giorgio Cavedon
- Scénario : Castellano et Pipolo
- Photographie : Alfio Contini
- Montage : Nino Baragli
- Musique : Bruno Canfora
- Décors : Nedo Azzini (it)
- Production : Renato Angiolini, Renato Jaboni
- Société de production : IMA Productions (Rome), M9 Cinematografica (Milan)
- Pays de production :  Italie
- Langue de tournage : Italien
- Format : Noir et blanc - Son mono - 35 mm
- Durée : 91 minutes (1 h 31)
- Genre : Film comique
- Dates de sortie :
  - Italie : 25 novembre 1965

## Distribution
- Enrico Maria Salerno :
- Sylva Koscina : Leda
- Alberto Lionello :
- Tomás Milián : Bob
- Agnès Spaak :
- Andrea Checchi :
- Barbara Steele :
- Mario Pisu :
- Gianni Bonagura (en) :
- Riccardo Garrone :
- Carlo Giuffré : Marco
- Gianni Rizzo :
- Umberto D'Orsi : Cosimi
- Stefania Careddu :
- Rocco D'Assunta :
- Sandro Dori :
- Maria Grazia Francia :
- Paola Quattrini :